# Pesvarus pachypus
Pesvarus pachypus är en mångfotingart som beskrevs av Würmli 1974. Pesvarus pachypus ingår i släktet Pesvarus och familjen spindelfotingar. Inga underarter finns listade i Catalogue of Life.